# Muchomor kasztanowaty
Muchomor kasztanowaty (Amanita spadicea Pers.) – gatunek grzybów należący do rodziny muchomorowatych (Amanitaceae).

## Morfologia
Kapelusz
Średnica 5–10 cm, kształt od dzwonkowatego do płaskowypukłego z garbkiem. Powierzchnia gładka, piwna do kasztanowobrązowej lub umbrowej, na środku ciemniejsza, zwykle bez pozostałości osłony. Brzeg prążkowany.
Blaszki
Kremowe, zazwyczaj z ciemniejszym ostrzem.
Trzon
Smukły, twardy, o powierzchni pokrytej włókienkami tworzącycmi charakterystyczny, brązowy zygzak. Pochwa skórzasta, biaława.
Miąższ
O barwie od białej do szarej, nie zmieniajaćy barwy po uszkodzeniu.
Cechy mikroskopowe
Zarodniki 10–14 × 9–10,5 μm, mniej więcej kuliste. U nasady podstawek brak sprzążek.

## Systematyka i nazewnictwo
Pozycja w klasyfikacji według Index Fungorum: Amanita, Amanitaceae, Agaricales, Agaricomycetidae, Agaricomycetes, Agaricomycotina, Basidiomycota, Fungi.
Po raz pierwszy opisał go w 1797 r. Christiaan Hendrik Persoon pod dębami i nadana przez niego nazwa jest ważna. Ma 7 synonimów.
Polską nazwa według internetowego atlasu grzybów.

## Występowanie i siedlisko
Jego stanowiska podano tylko w Europie. Brak go w opracowanej przez Władysława Wojewodę „Krytycznej liście wielkoowocnikowych grzybów podstawkowych Polski”, ale jego stanowiska w Polsce podano w późniejszych latach, a najnowsze podaje internetowy atlas grzybów. Znajduje się w nim na liście gatunków zagrożonych i wartych objęcia ochroną.
Naziemny grzyb mykoryzowy, najczęściej spotykany w górskich lasach świerkowych.